# Bomba gai
La bomba gai o bomba d'halitosi són els noms que van rebre dues armes no-letals que un laboratori de l'Exèrcit dels Estats Units d'Amèrica volia intentar produir. Les teories per al seu desenvolupament implicaven utilitzar feromones sexuals femenines contra objectius militars enemics perquè sentissin atracció sexual entre ells. Anys més tard el concepte ha sigut ridiculitzat degut a la inversemblança de la idea, també s'ha discutit que encara que aquesta arma es produís no tindria cap efecte en els combats.
El 1994 el «Wright Laboratory» d'Ohio, predecessor del «United States Air Force Research Laboratory», va presentar un informe de tres pàgines on proposaven una llista de possibles armes químiques no-letals, aquest informe més tard va ser obtingut pel «Sunshine Project» legalment a través de la Llei de Llibertat d'Informació.

## Història
No hi ha estudis científics creïbles publicats que relacionin l'ús sobtat de feromones per a canviar la conducta dels humans.
Alguns anuncis de desodorants afirmen que els seus productes contenen feromones sexuals humans que actuen com a afrodisíac. En la dècada de 1970 es va patentar un producte que segregava feromones humanes anomenat «copulin», desenvolupat segons estudis de macaco rhesus. Des de llavors han sortit al mercat multitud de productes que afirmaven actuar com aquestes feromones. Utilitzant tècniques de neuroimatge investigadors suecs han mostrat que quan homes heterosexuals i homosexuals són exposats a dues olors relacionades amb l'excitació sexual responen de forma diferent, i que els homes homosexuals solen respondre de forma semblant a les dones heterosexuals, no s'ha pogut determinar si aquest fenomen era causa o efecte.
L'estudi va ser ampliat per incloure-hi dones homosexuals, els resultats van ser consistents relacionant-los amb l'analitzat anteriorment així confirmant que no responien gaire a les feromones masculines, i preferien les femenines igual que els homes heterosexuals. Segons els investigadors aquests resultats suggereixen que les feromones sexuals tenen un rol important en l'orientació sexual.
El 2008 es va descobrir mitjançant l'ús de ressonància magnètica funcional que la part dreta del còrtex orbito frontal, l'escorça fusiforme dreta i l'hipotàlem dret responien a la suor sexual humana transmesa a través de l'aire.

## Documents filtrats
En els documents filtrats s'observa la discussió de la possibilitat de fer servir un fort afrodisíac contra soldats enemics, a poder ser un que causés «comportaments homosexuals». Els documents qualificaven l'arma com a «desagradable però completament no-letal».